# 10号染色体
10号染色体是人类23对染色体中的一对，正常情况下每个体细胞拥有两条该染色体。此染色体含有大约1.35亿个碱基对（DNA的基本单位），占细胞内所有DNA的4%到4.5%。
由于测序方式不同，一条染色体上包含的基因的数目也不相同。人类的10号染色体大约包含800至1,200个基因。
近年来，在神经系统肿瘤与普通外科肿瘤，泌尿系统肿瘤等多种肿瘤中发现10号染色体长臂（10q）存在等位基因的杂合缺失。通过对这些病例中，基因缺失以及与其相关的疾病的研究，人们可以在正常人的体内发现新的肿瘤抑制基因。从而找到更好的医治肿瘤的方法。
此外，10号染色体可能与流产以及婴儿畸形有关。

## 基因
下列是在10号染色体上已被发现的部分基因：
- ALOX5：花生四烯酸5-脂氧合酶（能将必需脂肪酸加工为白细胞三烯，是炎症反应的重要媒介；也能维护肿瘤干细胞及分裂缓慢的细胞并促进它们生长，被认为能引起多种癌症，包括白血病）；
- CDH23：钙粘蛋白23；
- CXCL12：趋化因子（C-X-C 基元）配体12，基质细胞衍生因子-1（SDF-1），scyb12；
- EGR2：早期生长应答2（Krox-20 同源物，果蝇）；
- ERCC6：切割修复交叉互补, 互补群6；
- FGFR2：成纤维细胞生长因子受体2（细菌表达激酶，表皮生长因子受体，颅面成骨发育不全1，颅骨纤维结构不良综合征，Pfeiffer氏症候群，Jackson-Weiss综合征）；
- PCBD1：6-丙酮酰四氢蝶呤合成酶/肝细胞核因子1α（TCF1）的二聚化辅因子；
- PCDH15：原粘蛋白15；
- PTEN gene：同源性磷酸酶-张力蛋白（多发性进展期癌突变基因1，MMAC1）；
- RET：RET原癌基因（多发性内分泌腺瘤及甲状腺髓样癌1，巨结肠合并小肠结肠炎)；
- UROS：尿卟啉原三合酶（先天形成红血球紫质缺乏症）。

## 身体失调与疾病
下列是一些有关于10号染色体的疾病：
- 塔头并指畸形症
- 比尔-史蒂文生皮肤回旋综合征
- 进行性神经性腓骨肌萎缩症（又称“恰克-马利-杜斯氏症”）
- 进行性神经性腓骨肌萎缩症1型（又称“恰克-马利-杜斯氏症1型”）
- 进行性神经性腓骨肌萎缩症4型（又称“恰克-马利-杜斯氏症4型”）
- 柯凱因氏症候群（又称“早衰症”）
- 根达综合症（又称“先天形成红血球紫质缺乏症”或“先天性红细胞生成性卟啉病”）
- 多发性错构瘤综合征
- 颅骨纤维结构不良综合征（又称“柯鲁松氏综合征”）
- 先天性巨结肠病
- Jackson-Weiss综合征
- 多发性内分泌腺瘤2型
- 无综合征性耳聋
- 常染色体隐性遗传无综合征性耳聋
- 斐弗综合征
- 紫質症（又称“卟啉症”）
- 6-丙酮酰四氢蝶呤合成酶缺乏症
- Thiel-Behnke蜂窝状角膜营养不良
- 尤塞氏綜合症
- 尤塞氏綜合症1型
- 沃尔曼综合征